# Barbara Edwards
Barbara J. Edwards (* 26. Juni 1960 in Albuquerque, New Mexico) ist ein US-amerikanisches Model und eine Schauspielerin der 1980er Jahre.

## Leben
Edwards wurde am 26. Juni 1960 in Albuquerque geboren. Ihr Vater war Oberstleutnant des Marine Corps. Sie hat drei Schwestern, lebte einen großen Teil ihrer Jugend auf Hawaii und besuchte dort die Mittel- und Oberstufe. In ihrem ersten Semester belegte sie einen Zeichenkurs. Sie gewann ein Kunststipendium für das Orange Coast College. Im September 1983 wurde sie Playmate des Monats für das Männermagazin Playboy, 1984 Playmate des Jahres.
Durch die dadurch gewonnene Aufmerksamkeit erhielt Edwards 1984 in der Fernsehserie Matt Houston eine Episodenrolle. Im selben Jahr und 1985 stellte sie jeweils in einer Episode der Fernsehserie Mike Hammer verschiedene Rollen dar. 1985 trat sie die Rolle der May im Film Malibu-Express auf. 1987 wirkte sie in der Rolle der Lady Electric im Film Terminal Entry – Das Spiel mit dem Terror mit. 1988 war sie im Film Ein hundsgemeiner Herzensbrecher in der Rolle der Diana, the Temptress, zu sehen.

## Filmografie (Auswahl)
- 1984: Matt Houston (Fernsehserie, Episode 2x17)
- 1984–1985: Mike Hammer (Fernsehserie, 2 Episoden, verschiedene Rollen)
- 1985: Malibu-Express (Malibu Express)
- 1987: Terminal Entry – Das Spiel mit dem Terror (Terminal Entry)
- 1988: Ein hundsgemeiner Herzensbrecher (Another Chance)